# Bárdos-Deák Ágnes
Bárdos-Deák Ágnes (Budapest, 1956. november 27. – ) magyar előadóművész, dalszövegíró, író, irodalomszervező.

## Életpályája
1974-ben érettségizett a Madách Imre Gimnáziumban. 1980–1983 között a Kontroll Csoport underground zenekar egyik alapító énekese volt. A Csoport felbomlása után 1986-tól az Ági és Fiúk zenekarban énekel. Az 1990-es évek végén már nem hívták koncertezni a zenekart, mert híre ment, hogy részegen tör-zúz a színpadon. Így fizikai munkát kellett vállalnia a megélhetésért. Pultosként is dolgozott egy ideig. 2002-ben új életet kezdett. 2006-ban, 2009-ben és 2016-ban is volt fellépése.

## Magánélete
Müller Péter Sziámi házastársa volt. Egy közös lányuk született: Müller Zsófia.

## Albumai

### Kontroll Csoport
- Nap-Nap Fesztivál (1991)
- 1983
- Ős-kontroll (1981)

### Ági és a Fiúk
- Szív-Vér-Agy
- Cyber Éva
- Ági 55

## Interjúi
- New York mint Miskolc (Menyhárt Jenő gitáros) (Magyar Narancs, 2000)
- Interjú Ménes Attila íróval - "Szépet akarok csinálni" (Magyar Narancs, 2012)
- Tűkkel inzultáltak bogarakat, miközben tombolt a plakátháború (Magyar Narancs, 2015)
- A vágyakozás helyszíne – Tóth Krisztina tangeri emlékei (Magyar Narancs, 2015)
- „Ilyet velünk nem csináltok” - Galgóczi Péter polgárjogi aktivista (Magyar Narancs, 2017)
- „Telerakták hangszórókkal az erdőket” - Hajnóczy Csaba zenekutató, zenész, egyetemi oktató (Magyar Narancs, 2019)
- „A király beleállt” (Magyar Narancs, 2019)
- Sőrés Zsolt: A projektjeimnek Magyarországon nincs piacuk (Magyar Narancs, 2024)

## Díjai
- Magyar Köztársasági Arany Érdemkereszt (2006)
- Hála Érdemrend (Gdańsk, 2019)[6]